# Estadio Municipal Manuel Rojas del Río
El Estadio Municipal Manuel Rojas del Río es un estadio ubicado en la ciudad de Colina, provincia de Chacabuco (región metropolitana de
Santiago), Chile. Es usado sobre todo para la realización de partidos de fútbol. Su nombre es en homenaje a un exalcalde de la comuna, don Manuel Rojas del Río (PS), quien fue alcalde durante el período 1992 - 2000. Cuenta con una capacidad para 4000 espectadores.
Es utilizado por el Atlético Colina, actualmente en la Tercera División A de Chile